# Caroline Swagers
Caroline Swagers, pseudonyme de Zoée Charlotte Swagers, née à Paris le 28 août 1808, et morte dans la même ville le 5 novembre 1877 est une artiste peintre française.

## Biographie
Caroline Swagers est la fille de Frans Swagers (1756-1836) et d'Élisabeth Méri, sœur de Charles Swagers (né en 1792), tous peintres. Élève de sa mère, elle expose à Paris au Salon de 1831 à 1848.

## Collections publiques
- Portrait de femme, 1838, Châlons-en-Champagne, musée Garinet.
- La Curieuse, 1834, Saint-Quentin, musée Antoine-Lécuyer.